# 米格斯 (烏拉圭)
34°29′S 55°38′W / 34.483°S 55.633°W

米格斯（西班牙語：Migues），是烏拉圭的城鎮，位於該國南部，由卡內洛內斯省負責管轄，距離卡內洛內斯65公里、蒙得維的亞100公里，始建於1859年，海拔高度75公尺，2011年人口2,109。